# Mariana (Spagna)
Mariana è un comune spagnolo di 308 abitanti situato nella comunità autonoma di Castiglia-La Mancia.